# Хиллвью
Хиллвью (англ. Hillview) — город в округе Буллитт штата Кентукки (США). По данным переписи за 2010 год число жителей города составляло 8172 человека.

## Географическое положение
По данным Бюро переписи населения США город имеет общую площадь в 8,6 км². Через Хиллвью проходит дорога 61 штата Кентукки. Он расположен в 24 км от Луисвилла.

## История
На месте Хиллвью было несколько фермерских поселений, которые начали активно развиваться в 1950-х и 1960-х годах, как пригороды Луисвилла. В 1974 году поселения объединились в город.
Летом 2015 года Хиллвью стал первым городом в США, объявившем о своём банкротстве как муниципального образования, после банкротства Детройта в 2013 году. Банкротство было объявлено после того как судом было предписано выплатить одной из компаний-кредиторов $11,4 млн (при этом общий долг города составлял, по разным оценкам, от 50 до 100 млн долларов), что город не смог выполнить, поскольку средств на счетах было менее одного миллиона, а все активы города оценивались не более чем в $10 млн. Всего с 1980-х годов в США 54 города признали себя банкротами.

## Население
По данным 2010 года население Хиллвью составляло 8172 человека (из них 49,4 % мужчин и 50,6 % женщин), в городе было 2934 домашних хозяйств и 1556 семей. На территории города было расположено 3051 постройка со средней плотностью 354,8 построек на один квадратный километр суши. Расовый состав: белые — 96,0 %, афроамериканцы — 1,1, азиаты — 0,8 %, коренные американцы — 0,3 %.
Население города по возрастному диапазону по данным переписи 2010 года распределилось следующим образом: 18,2 % — жители младше 18 лет, 3,7 % — между 18 и 21 годами, 58,0 % — от 21 до 65 лет и 10,1 % — в возрасте 65 лет и старше. Средний возраст населения — 34,6 лет. На каждые 100 женщин в Хиллвью приходилось 97,5 мужчин, при этом на 100 совершеннолетних женщин приходилось уже 94,2 мужчин сопоставимого возраста.
Из 2934 домашних хозяйств 74,9 % представляли собой семьи: 53,0 % совместно проживающих супружеских пар (23,2 % с детьми младше 18 лет); 14,9 % — женщины, проживающие без мужей и 7,0 % — мужчины, проживающие без жён. 25,1 % не имели семьи. В среднем домашнее хозяйство ведут 2,79 человека, а средний размер семьи — 3,17 человека. В одиночестве проживали 19,7 % населения, 6,7 % составляли одинокие пожилые люди (старше 65 лет).

## Экономика
В 2014 году из 6002 человек старше 16 лет имели работу 4073. При этом мужчины имели медианный доход в 37 323 долларов США в год против 30 653 долларов среднегодового дохода у женщин. В 2014 году медианный доход на семью оценивался в 55 911 $, на домашнее хозяйство — в 46 477 $. Доход на душу населения — 20 693 $ в год.